# Hình học cầu

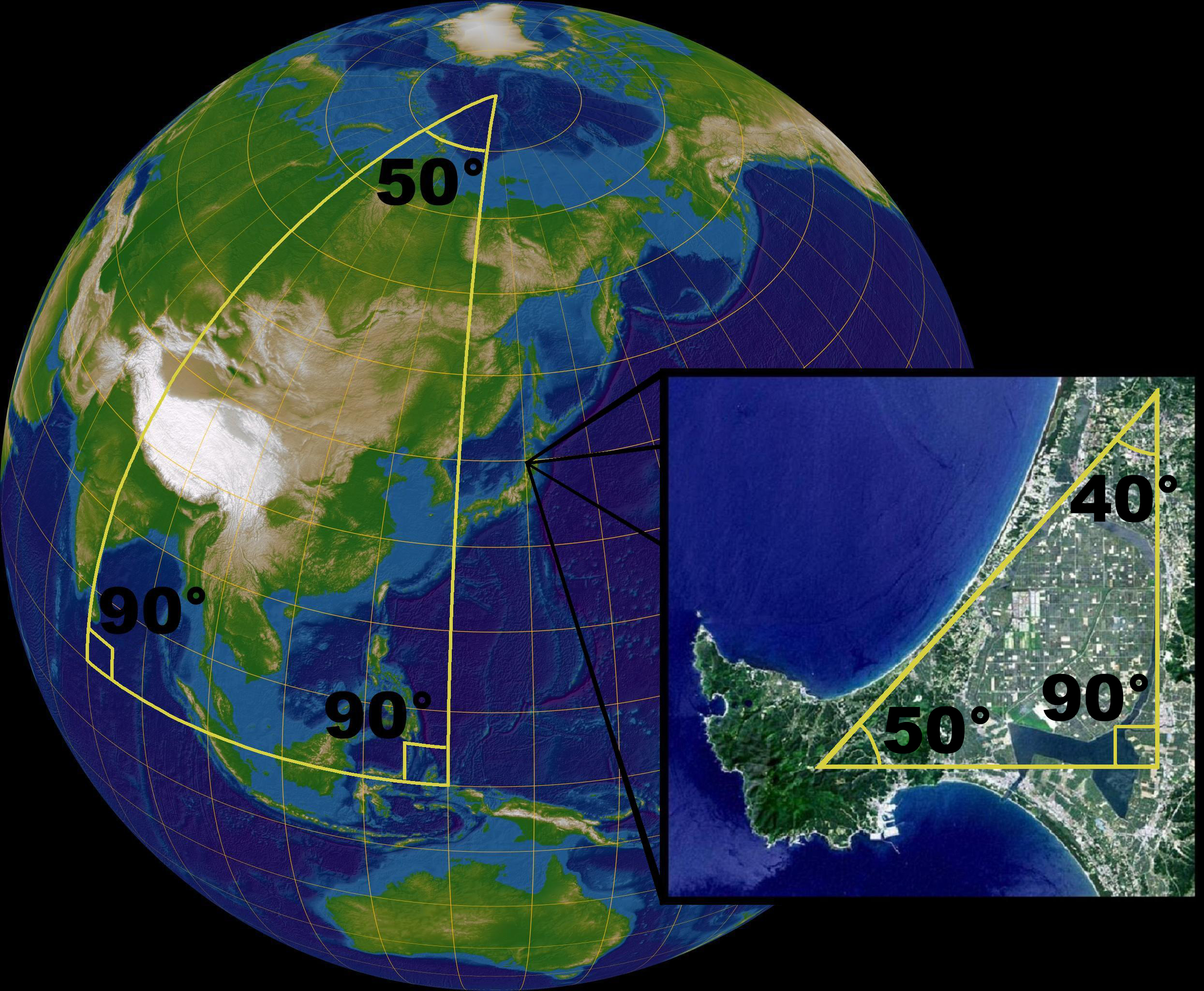
Trên một mặt cầu, tổng các góc của một tam giác không bằng 180 °. Một hình cầu không phải là không gian Euclide, nhưng cục bộ các định luật của hình học Euclide là những xấp xỉ tốt. Trong một hình tam giác nhỏ trên mặt trái đất, tổng các góc chỉ hơn 180 độ một chút. Bề mặt của một hình cầu có thể được thể hiện bằng một tập hợp các bản đồ hai chiều. Do đó, nó là một đa tạp hai chiều.

Hình học cầu là hình học của bề mặt hai chiều của một hình cầu. Đây là một ví dụ về hình học không phải là Euclide. Hai ứng dụng thực tế của các nguyên tắc của hình học hình cầu là điều hướng và thiên văn học.
Trong hình học phẳng Euclide, các khái niệm cơ bản là điểm và đường thẳng. Trên một mặt cầu, các điểm được xác định theo nghĩa thông thường. Các đường tương đương không được định nghĩa theo nghĩa thông thường là "đường thẳng" trong hình học Euclide, nhưng theo nghĩa "các đường đi ngắn nhất giữa các điểm", được gọi là đường trắc địa. Trên một hình cầu, trắc địa là những vòng tròn lớn; các khái niệm hình học khác được định nghĩa như trong hình học phẳng, nhưng với các đường thẳng được thay thế bằng các vòng tròn lớn. Do đó, trong hình học hình cầu, các góc được xác định giữa các vòng tròn lớn, dẫn đến một lượng giác cầu khác với lượng giác thông thường ở nhiều khía cạnh; ví dụ: tổng các góc trong của tam giác vượt quá 180 độ.
Hình học hình cầu không phải là hình học elliptic, mà là một tập hợp con của hình học elliptic. Ví dụ, nó chia sẻ với hình học đó thuộc tính mà một đường thẳng không có nhiều đường song song đi qua một điểm cho trước. Tương phản điều này với hình học Euclide, trong đó một đường thẳng có một đường thẳng song song qua một điểm nhất định và hình học hyperbol, trong đó một đường thẳng có hai đường song song và vô số đường không cắt nó đi qua một điểm nhất định.
Một hình học quan trọng liên quan đến hình cầu là mặt phẳng chiếu thực; nó thu được bằng cách xác định các điểm đối cực (cặp điểm đối diện) trên quả cầu. Tại địa phương, mặt phẳng chiếu có tất cả các tính chất của hình học hình cầu, nhưng nó có các tính chất toàn cầu khác nhau. Cụ thể, nó không có tính định hướng, hoặc một chiều.
Các khái niệm về hình học cầu cũng có thể được áp dụng cho hình cầu thuôn, mặc dù các sửa đổi nhỏ phải được thực hiện trên các công thức nhất định.